# آک‌بولیاک
آک‌بولیاک (انگلیسی: Aybulyak) یک شهرک در شهرستان یانائولسکی استان باشقیرستان کشور روسیه است.